# Ruská Voľa nad Popradom
Ruská Voľa nad Popradom (in ungherese Poprádökrös) è un comune della Slovacchia facente parte del distretto di Stará Ľubovňa, nella regione di Prešov.